# Get Up (chanson de Ciara)
Pour les articles homonymes, voir Get Up.
Singles de Ciara
So What
(2006) Promise
(2006)
Singles par Chamillionaire
Ridin'
(2006) Grown and Sexy
(2006)
Get Up est une chanson de la chanteuse américaine Ciara issue de son second album studio, intitulé Ciara: The Evolution (2006). Le titre est sorti en tant que premier single de l'album le 25 juillet 2006.

## Classement et certifications

### Classement hebdomadaire
| Classement (2006-2007)         | Meilleure position |
| ------------------------------ | ------------------ |
| Allemagne (Media Control AG)   | 29                 |
| Autriche (Ö3 Austria Top 40)   | 59                 |
| États-Unis (Hot 100)           | 7                  |
| États-Unis (R&B/Hip-Hop Songs) | 10                 |
| États-Unis (Pop Airplay)       | 15                 |
| Europe (Hot 100)               | 86                 |
| Nouvelle-Zélande (RMNZ)        | 5                  |
| Royaume-Uni (UK Singles Chart) | 187                |
| Suisse (Schweizer Hitparade)   | 17                 |

### Certifications
| Pays              | Certification |
| ----------------- | ------------- |
| États-Unis (RIAA) | Platine       |